# اژدها وارد می‌شود
اژدها وارد می‌شود ((به انگلیسی: Enter the dragon))((به چینی: 龍爭虎鬥)) یک فیلم رزمی چینی_تایوانی_هنگ کنگی_آمریکایی به کارگردانی رابرت کلوز و نویسندگی مایکل آلین محصول سال ۱۹۷۳ است. این فیلم که بازیگرانی همچون بروس لی، جان ساکسون و جیم کلی در آن ایفای نقش کرده‌اند، آخرین حضور کامل لی در یک فیلم قبل از مرگش در ۲۰ ژوئیه ۱۹۷۳ در ۳۲ سالگی بود. این فیلم محصول مشترک آمریکا و هنگ کنگ و تایوان و چین بود و اولین بار در لس آنجلس در ۱۹ اوت ۱۹۷۳، یک ماه قبل از مرگ لی به نمایش درآمد.
تخمین زده می‌شود که اژدها وارد می‌شود در مقابل بودجه ۸۰۰ هزار دلاری بیش از ۴۰۰ میلیون دلار آمریکا در سراسر جهان فروخته شده باشد. (با احتساب تورم سال ۲۰۲۲ بیش از ۲ میلیارد دلار تخمین زده می‌شود) این فیلم یکی از موفق‌ترین فیلم‌های رزمی است که تاکنون به عنوان یکی از بهترین فیلم‌های رزمی تاریخ شناخته می‌شود. در سال ۲۰۰۴، این فیلم برای نگهداری در فهرست ملی ثبت فیلم ایالات متحده توسط کتابخانه کنگره «از نظر فرهنگی، تاریخی یا زیبایی شناختی مهم» انتخاب شد.
که در سال ۱۹۷۳ میلادی اکران عمومی شد. از این فیلم به طور گسترده‌ای به عنوان یکی از بهترین فیلم‌های رزمی تاریخ سینما یاد می‌شود.

## داستان
لی (با بازی بروس لی) در جریان یک مأموریت و مبارزه با باند بزرگ مواد مخدر، به‌طور اتفاقی با عامل قتل خواهر خود رو به رو می‌شود؛ بنابراین همراه با دو استاد رزمی به جزیره باند مواد مخدر سفر می‌کند. در مسابقه، وی اوهارا (باب وال) را شکست می‌دهد؛ ولی او به لی حمله کرده و کشته می‌شود. لی وارد کارخانه می‌شود و با فرستنده به پلیس پیام می‌دهد. سپس با نگهبانان درگیر شده و آن‌ها را می‌کشد. هان (رئیس کارخانه) خبر دار شده و او را ابتدا زندانی کرده و سپس همراه یکی از دو همراه استادش (دیگری توسط هان کشته می‌شود) با شرکت کنندگان مسابقه در گیر می‌کند و لی و همراهش به همراه اسرای هان موفق به کشتن آن‌ها می‌گردند. لی به دنبال هان گشته و او را در اتاق آینه می‌کشد. در انتها، پلیس افراد باقی مانده هان را دستگیر می‌کند.

## بازیگران
- بروس لی در نقش لی
- جان ساکسون در نقش راپر
- جیم کلی در نقش ویلیامز
- آنا کاپری در نقش تانیا
- باب وال در نقش اوهارا
- بتی چونگ در نقش می لینگ
- بلو یانگ در نقش بلو
- شی کی‌ین در نقش هان
- جفری ویکس در نقش آقای برت ویت

## اکران
اژدها وارد می‌شود با فروش بی نظیر خود رکوردهای زیادی را شکست. در زمان افتتاحیه، بروس لی در قید حیات نبود (و دومین ساخته خود وی یعنی بازی مرگ ناتمام باقی‌ماند).